# أنخيل كرسبو
أنخيل كرسبو (بالإسبانية: Ángel Crespo) هو عالم وكاتب ومترجم وشاعر إسباني، ولد في 18 يوليو 1926 في ثيوداد ريال في إسبانيا، وتوفي في 12 ديسمبر 1995 في برشلونة في إسبانيا.